# Stéphanie de Montaneis
Stéphanie de Montaneis (bl. im 13. Jahrhundert) war die Tochter des Lyoner Arztes Étienne de Montaneis und von ihm als Ärztin ausgebildet. Für das Jahr 1265 wird sie als medica bezeichnet.
Vater und Tochter sind in den Archiven der Abtei St. Pierre in Lyon in einem Dokument aus dem Januar 1265 aufgeführt. Sie ist auch im Dictionnaire biographique des médecins en France au moyen âge von Ernest Wickersheimer aufgenommen.
Muriel Joy Hughes führt sie als eines unter mehreren Beispielen für die These an, dass Ärzte im Mittelalter ihre Töchter häufig zur Unterstützung und zur eigenen Praxis in der Medizin ausbildeten und einsetzten.
Judy Chicago widmete ihr eine Inschrift auf den dreieckigen Bodenfliesen des Heritage Floor ihrer 1974 bis 1979 entstandenen Installation The Dinner Party. Die mit dem Namen Stephanie De Montaneis beschrifteten Porzellanfliesen sind dem Platz mit dem Gedeck für Trota zugeordnet.